# 马达加斯加国旗
馬達加斯加國旗 採用於1958年10月14日，是一面由白色直條和綠紅兩色橫條的旗幟。白紅兩色是梅里納人的象徵，而綠色象徵了在獨立過程起了重要作用的農民。

## 歷代國旗
| 國旗 | 國家                 | 使用           |
| ---- | -------------------- | -------------- |
|      | 梅里納王國           | 1540年－1810年 |
|      | 馬達加斯加王國       | 1810年－1882年 |
|      | 馬達加斯加保護國     | 1882年－1897年 |
|      | 法屬馬達加斯加       | 1897年－1958年 |
|      | 馬拉加西共和國       | 1958年－1975年 |
|      | 馬達加斯加民主共和國 | 1975年－1992年 |
|      | 馬達加斯加第三共和國 | 1992年－至今   |